# Nilomètre d'Éléphantine
Le nilomètre d'Éléphantine est le plus connu de ces puits qui permettaient de suivre la progression de la crue du Nil. Probablement aménagé par les Romains, il est composé d'un escalier coudé dont les quatre-vingt-dix marches plongent dans le fleuve.
Sur les murs, des échelles graduées servent à relever le niveau de la crue. Sur les parois est indiqué le niveau des crues les plus remarquables entre le règne d'Auguste et celui de Septime Sévère.
Ce nilomètre a été longuement décrit par Strabon :

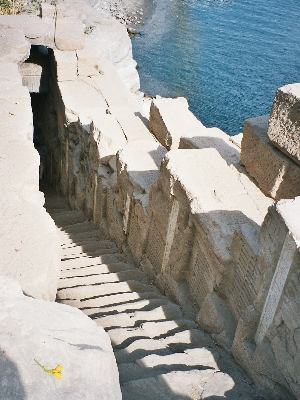
Escalier du nilomètre d'Éléphantine

« Le nilomètre est un puits construit en pierres bien équarries dans lequel sont faites des marques indiquant les crues du Nil, car l’eau dans le puits monte et s’abaisse avec celle du fleuve. [...] »

— Strabon, Voyage en Égypte, XVII, 1.

## Découverte du nilomètre d’Éléphantine par Girard en 1799
C'est à un ingénieur en chef des Ponts-et-Chaussées, Pierre-Simon Girard, qu'on doit la découverte, à l'époque moderne, du nilomètre d'Éléphantine. Girard fait partie, avec plus de cent-cinquante autres savants français, de l’expédition scientifique qui, en 1798, accompagne la Campagne d'Égypte de Bonaparte. Le 19 mars 1799, depuis Le Caire, Girard part en expédition en Haute-Égypte à la tête de son équipe formée de cinq ingénieurs des Ponts-et-Chaussées et d’un ingénieur des Mines. De retour en France, il publie son Mémoire sur le nilomètre de l’île d’Éléphantine et les mesures égyptiennes, qui sera intégré à l’œuvre monumentale en vingt-deux volumes : Description de l’Égypte ou Recueil des observations et des recherches qui ont été faites en Égypte pendant l’expédition de l’Armée française publié par les ordres de Sa Majesté l’Empereur Napoléon le Grand à partir de 1809.
Girard commence son mémoire en expliquant les raisons de son entreprise :

« Le Nil, à la hauteur de Syène, (l’Assouan actuelle), est traversé par une chaîne de rochers de granit, à l’abri de laquelle le sable et le limon qu’il charrie ont formé quelques atterrissements, dont le plus considérable a été connu dès la plus haute antiquité, sous le nom d’île d’Éléphantine. (…) Parmi les monuments que l’ancienne ville d’Éléphantine renferma, il était important, surtout, de retrouver un nilomètre auquel les récits de quelques anciens voyageurs ont donné de la célébrité. La découverte de ce monument devait, en effet, conduire à la solution de deux questions du plus grand intérêt : l’une, sur la longueur de la coudée qui était en usage chez les anciens Égyptiens pour mesurer l’accroissement du Nil ; l’autre, sur la quantité d’exhaussement qu’acquiert le lit de ce fleuve pendant un temps déterminé. Le désir d’obtenir enfin quelques données certaines sur des questions depuis si longtemps agitées, m’a fait entreprendre la recherche du monument dont il s’agit. Je vais rapporter comment j’ai été dirigé dans cette recherche et quel en a été le résultat. »

En fait de nilomètre, Girard s’attend à découvrir un puits, ainsi que le géographe grec Strabon en avait fait la description dans sa Géographie (Livre XVII, Ch. 1er, § 48) :

« Il y a là (dans l’île d’Éléphantine) une ville qui possède un temple de Cneph et un nilomètre. Ce nilomètre est un puits construit en pierres de taille, sur la rive du fleuve, et dans lequel sont marqués les plus grands, les moindres et les médiocres accroissements du Nil. »

En arrivant à Éléphantine, Girard ne trouve évidemment plus que des ruines. Seul subsiste « un mur de quai de 160 mètres de longueur en maçonnerie et d’une fort belle conservation ». Cependant, après avoir fait « enlever les décombres sous lesquels on pouvait espérer de retrouver les restes de cet ancien édifice », Girard est passablement surpris de découvrir, au lieu du puits attendu, un escalier situé le long du quai et descendant jusqu’au fleuve. Ce n’est qu’en découvrant, gravées sur la paroi de l’escalier, les mesures qui servaient à mesurer la crue du Nil, que Girard comprend que cet escalier est bien le nilomètre tant recherché.